# الخطوط الجوية البريطانية الرحلة 910
الخطوط الجوية البريطانية الرحلة 910 طائرة فيكرز في سي 10-1151 كانت تحمل علي متنها 10 ركاب و7 من أفراد الطاقم في رحلة طيران من هونغ كونغ إلى طوكيو في 4 ديسمبر 1974 وبعد 35 دقيقة من الإقلاع على ارتفاع 7. 500 قدم (4 كم و600 متر) بسرعة 290/س فشل مهندس الطيران للتبديل بين خزانات تغذية المحركات مما أدى إلى فشل وانقطاع جميع محركات الأربعة للطائرة وقد شغل المحرك الإضافي تحت بدن الطائرة الأجهزة الإلكترونية والكهربائية والهيدروليكية وقد تمكن الكابتن توني فريش من تحريك أجهزة الطائرة على ارتفاع 3.750 قدم (2 كم و175 متر) بسرعة 280 كم/س وإكمال الرحلة إلى مطار طوكيو هانيدا الدولي ونجا جميع الركاب والطاقم البالغ عددهم 17 شخصا بدون أذى.